# Mount Heber
Mount Heber är ett berg i Kanada.   Det ligger i provinsen British Columbia, i den sydvästra delen av landet, 3 700 km väster om huvudstaden Ottawa. Toppen på Mount Heber är 1 683 meter över havet, eller 731 meter över den omgivande terrängen. Bredden vid basen är 6,0 km.
Terrängen runt Mount Heber är bergig söderut, men norrut är den kuperad.Trakten runt Mount Heber är nära nog obefolkad, med mindre än två invånare per kvadratkilometer.. Det finns inga samhällen i närheten.
I omgivningarna runt Mount Heber växer i huvudsak barrskog.